# Europäischer Kartellverband
Der Europäische Kartellverband der christlichen Studentenverbände (EKV) ist als Verein eine Arbeitsgemeinschaft von derzeit 14 christlichen und katholischen Korporationsverbänden, sowie 5 in der Kurie der freien Vereinigungen im EKV zusammengefassten Einzelkorporationen aus insgesamt 14 europäischen Staaten. Innerhalb des EKV sind ca. 100.000 Akademiker, Schüler und Studenten organisiert.

## Geschichte
1970 wurde die Gründung von den Vorsitzenden des Technischen Cartellverbands (TCV) und des Mittelschüler Kartellverbands (MKV) initiiert. Am 15. November 1975 wurde auf Schloss Kleßheim in Salzburg der EKV formell gegründet.
Gründungsverbände waren die:
- Technische Cartellverband (TCV)
- Mittelschüler-Kartell-Verband (MKV)
- Cartellverband der Katholischen Österreichischen Studentenverbindungen (ÖCV)
- Cartellverband der katholischen deutschen Studentenverbindungen (CV)
- Ring Katholischer Deutscher Burschenschaften (RKDB)
- Ring Katholischer Akademischer Burschenschaften (RKAB)
- Südtiroler Mittelschülerverband (StMV)

Erster Vorsitzender war Hans Walther Kaluza (MKV, ÖCV). Seit 1985 besitzt der EKV Konsultativstatus (in seiner Eigenschaft als NGO) beim Europarat. Die Schwerpunkte der Arbeit des EKV liegen im Bereich der Interessenvertretung für die Bereiche Bildung, Schulung und Information. Dazu wurden bisher unter anderem bildungspolitische Konferenzen und sechs europäische Studententage abgehalten. 2003 wurde der Verband ein eingetragener Verein unter der offiziellen Bezeichnung EKV e. V., 2011 wurde der Vereinssitz von Aachen nach Wien verlegt.

## Mitglieder
Mitglieder sind derzeit 15 Verbände, sowie die sogenannte Kurie der freien Vereinigungen im EKV, dadurch sind insgesamt rund 100.000 Akademiker, Studenten und Schüler in ca. 675 Verbindungen innerhalb des EKV organisiert. Im EKV sind konfessionsübergreifend katholische, protestantische und allgemein christliche Dachverbände und Verbindungen von Studenten und Schülern zusammengeschlossen. In den Mitgliedsverbänden des EKV gibt es reine Damen- und reine Männerverbindungen sowie gemischte Verbindungen und sowohl farbentragende als auch nichtfarbentragende Verbindungen.

### Dachverbände

#### Studenten und Schüler
| Korporationsverband               | Wirkungsbereich | Beitritt | Farben        | Aufnahmekriterien                                | Anmerkungen |
| --------------------------------- | --------------- | -------- | ------------- | ------------------------------------------------ | ----------- |
| Union of Christian Students (UCS) | Europa          |          | farbentragend | alle christlichen Konfessionen, Damen und Männer |             |

#### Studenten
| Korporationsverband                                                                           | Wirkungsbereich | Beitritt                 | Farben        | Aufnahmekriterien                                | Anmerkungen |
| --------------------------------------------------------------------------------------------- | --------------- | ------------------------ | ------------- | ------------------------------------------------ | --- |
| Akademischer Bund katholisch-österreichischer Landsmannschaften (KÖL)                         | Österreich      |                          | farbentragend | nur Katholiken, nur Männer                       | |
| Cartellverband der katholischen deutschen Studentenverbindungen (CV)                          | Deutschland +   | 1975 (Gründungsmitglied) | farbentragend | nur Katholiken, nur Männer                       | |
| Cartellverband der Katholischen Österreichischen Studentenverbindungen (ÖCV)                  | Österreich +    | 1975 (Gründungsmitglied) | farbentragend | nur Katholiken, nur Männer                       | |
| Unitas – Verband der wissenschaftlichen katholischen Studentenvereine (UV)                    | Deutschland +   |                          | farbenführend | alle christlichen Konfessionen, Damen und Männer | Männervereine und Damenvereine sind getrennt |
| Kartellverband katholischer deutscher Studentenvereine (KV)                                   | Deutschland +   |                          | farbenführend | alle christlichen Konfessionen, nur Männer       | |
| Kartellverband katholischer nichtfarbentragender akademischer Vereinigungen Österreichs (ÖKV) | Österreich      | 1981                     | farbenführend | alle christlichen Konfessionen, nur Männer       | |
| Schweizerischer Studentenverein (StV bzw. SchwStV)                                            | Schweiz +       |                          | farbentragend | alle christlichen Konfessionen, Damen und Männer | |
| Ring katholischer akademischer Burschenschaften (RKAB)                                        | Österreich      | 1975 (Gründungsmitglied) | farbentragend | alle christlichen Konfessionen                   | |
| Ring Katholischer Deutscher Burschenschaften (RKDB)                                           | Deutschland     | 1975 (Gründungsmitglied) | farbentragend | alle christlichen Konfessionen, nur Männer       | |
| Technischer Cartell-Verband (TCV)                                                             | Deutschland +   | 1975 (Gründungsmitglied) | farbentragend | alle christlichen Konfessionen, Damen und Männer | |
| Vereinigung christlicher Studentinnenverbindungen Österreichs (VCS)                           | Österreich      | 1994                     | farbentragend | alle christlichen Konfessionen, nur Damen        | |
| Katholieke Vlaamse Studentenraad (KVSR)                                                       | Belgien         | 2017                     | farbentragend | alle christlichen Konfessionen, Damen und Männer | Der flämische KVHV hat sich nach internen Streitigkeiten am 16. Februar 2015 aufgelöst und ist somit nicht mehr existent. Ein Nachfolgeverband (KVSR) ist aus diesem entstanden, wobei zahlreiche Proponenten dieses Nachfolgeverbandes Funktionäre im EKV waren. Der KVSR ist am 7. Oktober 2017 in Wilna dem EKV beigetreten. |

Der Keresztény Diákegyesülletek Kartellszövetsége (KEDEX), der ungarische Studentenverband, war bis zu seiner Sistierung ebenfalls Mitglied des EKV.

#### Schüler
| Korporationsverband                                | Wirkungsbereich | Beitritt                 | Farben        | Aufnahmekriterien                                               | Anmerkungen |
| -------------------------------------------------- | --------------- | ------------------------ | ------------- | --------------------------------------------------------------- | ----------- |
| Mittelschüler-Kartell-Verband (MKV)                | Österreich      | 1975 (Gründungsmitglied) | farbentragend | nur Katholiken, nur männliche Schüler                           |             |
| Verband farbentragender Mädchen (VfM)              | Österreich      | 1975 (Gründungsmitglied) | farbentragend | alle christlichen Konfessionen, nur weibliche Schüler           |             |
| Schweizerischer Studentenverein (StV bzw. SchwStV) | Schweiz +       | 1975 (Gründungsmitglied) | farbentragend | alle christlichen Konfessionen, männliche und weibliche Schüler |             |

### Kurie der freien Vereinigungen
In der Kurie sind 5 Verbindungen vereint, die keinem Dachverband des EKV angehören.

#### Studenten
- AV Austria-Sagitta Wien (A-S) (Österreich) – alle christlichen Konfessionen, nur Männer, farbentragend
- CAV Wingolf zu Wien (WzWi) (Österreich +) – alle christlichen Konfessionen, nur Männer, farbentragend
- KÖStV Golania zu Arné (Gol) (Österreich/Syrien) – nur Katholiken, nur Männer, farbentragend
- AV Claudiana zu Innsbruck (Cld) (Österreich) – alle christlichen Konfessionen, Damen und Männer, farbentragend
- KAV Norica Nova zu Wien (NcN) (Österreich) – nur Katholiken, nur Damen, farbentragend

## Aufgaben
Die Satzung des EKV beinhaltet folgende Aufgaben für die Arbeitsgemeinschaft:
- die Vertretung in und gegenüber den europäischen Einrichtungen,
- das Schaffen, Fördern und Koordinieren von Initiativen insbesondere im Sektor der Bildungs- und Gesellschaftspolitik im europäischen Bereich,
- die Informationsvermittlung zwischen den europäischen Einrichtungen und den Mitgliedsverbänden,
- die Beobachtung geistiger und gesellschaftspolitischer Entwicklungen in Europa,
- die Förderung der Zusammenarbeit der Mitgliedsverbände,
- die aktive Mitarbeit an der Neugestaltung Europas.

Der EKV betreut einige caritative Projekte, wie beispielsweise in der Vergangenheit das Projekt „Sprache Verbindet“ aus der Ukraine. Dort wurden Kinder aus sozial schwachen Familien ganzjährig gefördert und unterstützt. Das Sommercamp, welches besonders wichtig für das Projekt ist, fand immer im August in Ternopil statt.

## Interne Kontroversen

### Angebliche Überschreitung der dem EKV angedachten Kompetenzen
Der EKV soll als Arbeitsgemeinschaft der Mitgliedsverbände agieren und Dienstleister für diese sein. Dies zeigt sich, dass er lediglich eine koordinierende Funktion zwischen den Verbandsvertretern der Mitgliedsverbände einnimmt, wohingegen direkter Kontakt von Mitgliedsverbindungen unterschiedlicher Mitgliedsverbänden nicht vorgesehen ist. Je nach persönlicher Einstellung, legen dies allerdings Präsidien und Mitgliedsverbände unterschiedlich aus.

### Korporative Elemente
Da der EKV vor allem eine Arbeitsgemeinschaft darstellen soll, sind korporative Elemente erstmal nicht vorgesehen. Allerdings haben sich alle Mitgliedsverbände in Art. 36 EKV-GO darauf geeinigt, dass „Angehörige von Verbindungen, Vereinigungen sowie Mitgliedsverbänden [...] untereinander den Du-Comment sowie die Anrede Kartellbruder respektive Kartellschwester [pflegen]“. Dies empfinden einige Einzelpersonen als Affront und verweigern diese gemeinschaftliche Umgangsform.
Ein weiterer Diskussionspunkt ist das EKV-Amtsband (europablau mit goldener Perkussion). Die EKV GO regelt dies wie folgt: Das Amtsband darf von den gewählten Mitgliedern des Präsidiums, des Vorstands, sowie von der Generalsekretärin bzw. dem Generalsekretär getragen werden. Durch diese Formulierung des Artikels ist das Tragen des Amtsbands eine persönliche Entscheidung eines jeden Einzelnen und spiegelt die Vielseitigkeit des Comments der Mitglieder des EKVs wider.

### Autonomie der Mitgliedsverbände
Als Arbeitsgemeinschaft hat der EKV keinen Einfluss auf die Autonomie der Mitgliedsverbände. Auf vermeintliche Verletzungen dieser Autonomie wird seitens der Mitgliedsverbände bisweilen mit überhöhter Sensibilität reagiert. So geschehen beispielsweise im Anschluss an einen persönlich gezeichneten Aufruf des EKV-Altvizepräsidenten und EKV-Europaratsdelegierten Bernhard Altermatt aus dem Schweizerischen Studentenverein (SchwStV) in der Verbandszeitschrift Academia des deutschen Cartellverbandes, Nr. 2006/01 (Seite 43). Ganz im Geiste des Schweizerischen Studentenvereins, der seinen Mitgliedsverbindungen die Aufnahme von Studentinnen seit 1968 freistellt, regte Bernhard Altermatt diesbezügliche Reformen in den österreichischen und deutschen EKV-Mitgliedsverbänden an. Denkanstoß seiner Äußerungen war der wiederholt geäußerte Wunsch, der EKV möge sich in Brüssel vermehrt um Fördergelder bemühen, dass aber angesichts des Grundsatzes des sogenannten Gender-Mainstreamings, der von europäischen Institutionen bei allen Projekteingaben ein zentrales Kriterium darstellt, der EKV bei der Vergabe benachteiligt ist. Innerhalb des EKV nehmen mehrere Verbände Studentinnen und Studenten auf, darunter der schweizerische SchwStV, der deutsche Unitas-Verband und der flämische Verband KVSR. Im Gegensatz dazu, können in den bei weitem mitgliederstärksten Verband des EKV, dem Cartellverband, „nur immatrikulierte männliche katholische Studenten aufgenommen werden.“ (Wortlaut des § 27 der Cartellordnung).